# Військовий об'єкт «Скеля»
Об'єкт «Скеля», Командний пункт «Південний Буг», або Ставка Ворошилова — колишній військовий об'єкт часів Радянського Союзу, збудований у скелі на березі річки Південний Буг. Був частиною командного пункту 3-го Летичівського укріпрайону.

## Історія

###### Радянські часи
Об'єкт під кодовою назвою ЗКП «Скеля» cтворений у 1931 — 1936 роках для прикриття напрямку на Вінницю. Сам об'єкт «Південний Буг» споруджений у 1937 році під прикриттям будівництва військового санаторію, на території якого він знаходиться й досі, як командний пункт Летичівського укріпрайону Червоної армії . У гранітному масиві скелі, на березі Південного Бугу, прорубали та обладнали тунелі та 23 підземні приміщення: робочі кабінети, вузли зв'язку, харчовий блок, телеграф та побутові кімнати. Також є відомості, що там була лазня, генераторна, окремі системи вентиляції, каналізації, склади з запасами, що довгостроково дозволяли жити ізольовано від зовнішнього світу. Головний коридор бункеру заглиблюється на 150 метрів у гранітну породу, тому такий природний щит захищав укріплення від будь-якого удару як з повітря, так і з суші. Перед Другою світовою війною ставку передали військам, які мали обороняти Вінницю. 
24-25 червня 1941 року командувач Південним фронтом, генерал армії Тюленєв, прибув до Вінниці. За спогадами начальника інженерних військ, командний пункт був абсолютно порожнім, військові взяли свої телефони та радіостанції, а меблі брали з найближчих шкіл. До якогось часу це був командний пункт Південного фронту. За архівами, командувач побув у Вінниці тижні два, а потім – перебрався до Миколаїва.
До об'єкту відступала 12-а армія, тож за бункер відповідав їх командувач — генерал-майор Павло Понеделін. Так «Скеля» стала командним пунктом 12-ої армії, проіснувавши до захоплення Вінниці. Радянський вузол зв’язку там ще залишався до 20 липня 1941 року.
У 1941 році бункер використовували як командний пункт Південного фронту. Коли німці наступали, працівники, що знаходяться на об'єкті, намагались знищити в ньому все цінне, що не зможуть вивезти військові, щоб нічого не дісталося ворогові. Під час окупації Вінниці, в підземному комплексі розміщувалась ставка друга Гітлера — фельдмаршала Вільгельма Кейтеля, начальника штабу Верховного головнокомандування Вермахту. Деякі дослідники історії впевнені, що гітлерівці використовували фортифікацію, як вузол зв'язку, адже вистачало будівель психлікарні ім. Ющенка та лікарні Пирогова, де збиралося командування сухопутних військ.
В 1944 році під час звільнення Вінниці «Скеля» стала командним пунктом командувача 3-м Українським фронтом Москаленка.
Після війни була сформована 43-а повітряна армія, в кінці 1950-х років базувалась у підземному комплексі. Коли перейшли на ракетні війська стратегічного призначення, території цього командного пункту стало замало, його став використовувати другий корпус важкої бомбардувальної авіації ВПС СРСР. Об'єкт переобладнали на випадок ядерної війни, дещо перебудували вхід та замінили двері, які мали захищати під час масового бомбардування. Бункер контролювався військовими Радянської армії до 1982 року, потім ним ніхто не користувався та ніхто за нього не відповідав.

###### Сучасність
На початку нульових територія бункера зацікавила отця Олексія Волкова, і в 2003 році священнослужитель почав облаштовувати церкву в зовнішньому приміщенні, переобладнаному з одного з колишніх КПП, де колись перебували охоронці військового об’єкту. Так у Вінниці з’явився Свято-Троїцький скельний храм спочатку Української православної церкви Московського патріархату, а тепер ‒ Православної церкви України. Бункер також частково зайнятий церквою і доступ здійснюється тільки з дозволу батюшки.
Нині «Скелю», як пам’ятку мілітарної культури, позначають на мапах для мандрівників та гостей міста, також ставку внесено в Стратегію розвитку туризму міста Вінниці до 2030 року.

## Опис
Висота приміщень ‒ від 2,6 до 3,9 метрів. Можливо, деякі з них планували зробити двох’ярусними. Всі приміщення об’єднані спільним коридором. Висота коридору ‒ 2,5 метри, ширина ‒ 1,5 метри. 
В мирний час КП опалювався з котельної, розташованої поруч на березі Південного Бугу. В бойових обставинах, в ролі котлів використовували радіатори бензо-електро-агрегатів.

## Див.також:
- Вервольф
- Комплекс «Скеля»